# Stipa austroitalica
Il lino delle fate piumoso (Stipa austroitalica Martinovský, 1925) è una pianta appartenente alla famiglia delle  Poaceae (o Gramineae, nom. cons.), endemica dell'Italia meridionale e della Sicilia.

## Etimologia
Il nome scientifico della pianta deriva dal latino, infatti stipa significa "paglia", mentre austroitalica è scomponibile in auster (vento che soffia da sud) e italica, dunque paglia presente nell'Italia meridionale.

## Descrizione
È una pianta cespugliosa che raggiunge un'altezza compresa tra i 30 e gli 80 cm. La stipa austroitalica presenta un fusto rigido, delle foglie sottili e rigide ed una infiorescenza liscia e setosa. Come tutte le graminacee, anche questa pianta produce cariossidi.

## Distribuzione e habitat
Questa specie è presente in Abruzzo, Molise, Puglia, Campania, Basilicata, Calabria e Sicilia.